# Rivaroxabán
El Rivaroxabán (BAY 59-7939) es un anticoagulante oral desarrollado y comercializado por Bayer. Actúa inhibiendo la forma activa del factor de la coagulación X (factor Xa). Se vende bajo el nombre comercial de Xarelto. Rivaroxabán se administra por vía oral y está aprobado para la prevención tanto de derrame cerebral en pacientes con fibrilación auricular no valvular (es decir, fibrilación auricular no relacionada con estenosis mitral o con válvula cardiaca protésica) como de la flebotrombosis profunda después de cirugía ortopédica de la cadera o la rodilla. Además, rivaroxabán está aprobado a una dosis inicial más alta para tratar la flebotrombosis profunda o el embolismo pulmonar.

## Desarrollo
El rivaroxabán es un derivado de oxazolidinona optimizado para unirse con el factor Xa.

## Uso

### Aplicaciones clínicas
- Prevención de tromboembolismo en la fibrilación auricular no valvular.
- Prevención de flebotrombosis profunda y embolia pulmonar después de la cirugía de reemplazo de cadera o rodilla.
- Tratamiento de la flebotrombosis y embolismo pulmonar.[1]

## Efectos adversos
- Hematoma.
- Hemorragia.
- Reacción de hipersensibilidad grave (efectos adversos compartidos).
- Sincope.[1]

## Contraindicaciones
- Hipersensibilidad al fármaco
- Sangrado mayor activo.[1]

## Consideraciones clínicas
- Está disponible en forma oral.
- Rivaroxaban se administra una vez al día.
- Rivaroxaban es eliminado por metabolismo hepático y excreción renal.
- Debe administrarse en dosis reducidas en pacientes con disfunción renal.[1]

### En expectativa
Debido a la no necesidad de monitorizarización (realización de controles analíticos), es posible que reemplace a anticoagulantes como dicumarínicos en otras indicaciones como fibrilación auricular.

### Ensayos clínicos
Diversos ensayos en fase IIb han demostrado ser eficaces reduciendo las complicaciones tromboembólicas de la cirugía ortopédica, como son trombosis venosa profunda y embolismo pulmonar. Actualmente está bajo investigación el desarrollo de anticoagulación en fibrilación auricular. Las ventajas son la administración oral (mejora con respecto a las heparinas de bajo peso molecular, que requieren inyección subcutánea), y que no necesita controles analíticos (otra ventaja sobre los dicumarinicos). En los estudios, se han utilizado dosis entre 2,5-10 mg una o dos veces al día.
Recientemente (septiembre-2022), se ha publicado un ensayo clínico en el que se describe que : "Entre los pacientes con fibrilación auricular asociada a cardiopatía reumática, el tratamiento con antagonistas de la vitamina K provocó una tasa más baja de  eventos cardiovasculares o muerte que el tratamiento con rivaroxabán, sin una tasa más alta de hemorragia."

### Medicamentos relacionados
El ximelagatrán, un inhibidor directo de la trombina, no comercializado debido a efectos secundarios potenciales; un compuesto relacionado dabigatrán ha sido aprobado su utilización en la Unión Europea. Junto al rivaroxabán, el inhibidor directo de Xa apixabán (Bristol-Myers-Squibb) y LY517717 (Lilly) están en desarrollo como anticoagulantes sin necesidad de monitorizar sus efectos.

### Riesgos
Bayer y la empresa colaboradora Janssen Pharmaceuticals aceptaron el 24 de marzo de 2019 el pago de una indemnización de 775 millones de dólares para terminar 25.000 demandas legales en los EE. UU. relacionadas con Xarelto. La parte demandante alega que el anticoagulante es responsable de sangrados que llegaron en algunos casos a provocar la muerte, y acusa Bayer de no haber informado suficiente sobre los peligros como los mencionados.